# Damernas detektivbyrå
För filmerna, se Damernas detektivbyrå (TV-serie).
Damernas detektivbyrå är en serie kriminalromaner av Alexander McCall Smith. Böckerna handlar om Precious Ramotswe, Botswanas första kvinnliga privatdetektiv, hennes sekreterare Grace Makutsi och mekanikern J.L.B. Matekoni. Serien har översatts till svenska av bland andra Peder Carlsson och Yvonne Hjelm.

## Precious Ramotswe
Böckernas huvudperson Mma Ramotswe löser vanliga människors vardagsproblem: misstankar om otrohet, stöld, försäkringsbedrägerier, men också ett och annat dödsfall. Hennes metoder är en smula okonventionella, men med sunt förnuft – och en förmåga att vinna människors förtroende – lyckas hon oftast hjälpa sina bekymrade klienter.
Mma Ramotswe tillhör folkgruppen motswana. Som kvinna i det traditionella afrikanska samhället stöter hon till en början på problem och finner att många människor tvivlar på hennes kunskaper bara för att hon är kvinna, men när hon lyckas lösa sitt första fall innebär det ett genombrott för Damernas detektivbyrå och erkännandet innebär att klienterna plötsligt står på kö för att få hennes hjälp. Precious Ramotswe kallas oftast Mma Ramotswe (uttalas mama), vilket tillsammans med den manliga motsvarigheten Rra (rara) är det gängse sättet att tilltala någon på setswana.

## Miljön
Att serien om Damernas detektivbyrå utspelas i Afrika ses ofta som ett annorlunda och intressant grepp, eftersom få läsare annars möter den kontinenten i litteraturen. Författaren McCall Smith växte upp i Zimbabwe och har levt i Botswana, och har därtill forskat om det botswanska rättssystemet, vilket ger böckerna en realistisk grund.

## Stilen
Språket är enkelt och rakt och känns i sin form snarare som en muntlig berättelse än en roman. Boken är smålustig men med ett djup som ibland är underfundigt, ibland riktigt allvarligt. Återkommande element är Mma Ramotswe förtjusning för rooiboste, att hon åker omkring i den vita skåpbilen och att det positiva med Botswana framhålls.

## Karaktärer
- Mma Precious Ramotswe, Botswanas första kvinnliga privatdetektiv, som beskriver sig som en traditionellt byggd dam.[8]
- Mma Grace Makutsi, Mma Ramotswes sekreterare.
- Mr J. L. B. Matekoni, bilmekaniker med egen verkstad, gifte sig med Mma Ramotswe i Livets skafferi.
- Charlie, lärling på bilverkstaden.
- Fanwell, lärling på bilverkstaden. Hans namn blev inte känt förrän i Tedags för normalt byggda damer.
- Mma Potokwani, föreståndarinna på barnhemmet.
- Dr Moffat, läkare som är god vän med Mma Ramotswe.
- Note Mokoti, jazzmusiker tillika Mma Ramotswes våldsamme ex-man.
- Motholele och Puso, Mma Ramotswes och J. L. B. Matekonis adoptivbarn. Dök upp i Giraffens tårar.
- Mr Polopetsi, assistent på detektivbyrån samt bilverkstaden. Dök upp i I muntra damers sällskap.
- Mr Phuti Radiphuti, innehavare av en möbelaffär. Dök upp i I muntra damers sällskap, gifte sig med Mma Makutsi i Lördagens stora bröllopsfest.

## Böckerna
1. Damernas detektivbyrå (1998) (översättning Peder Carlsson 2004)
2. Giraffens tårar (2000) (översättning Peder Carlsson 2004)
3. Vackra flickors lott (2001) (översättning Peder Carlsson 2006)
4. Kalaharis skrivmaskinsskola för män (2002) (översättning Peder Carlsson 2006)
5. Livets skafferi (2004) (översättning Elisabet Fredholm 2007)
6. I muntra damers sällskap (2004) (översättning Peder Carlsson 2007)
7. Lycka och ett par blå skor (2006) (översättning Peder Carlsson 2007)
8. Den gode maken på Zebra Drive (2007) (översättning Peder Carlsson 2008)
9. Miraklet på Speedy Motors (2008) (översättning Peder Carlsson 2009)
10. Tedags för normalt byggda damer (2009) (översättning Peder Carlsson 2010)
11. Extra bekvämt på Safariklubben (2010) (översättning Peder Carlsson 2011)
12. Lördagens stora bröllopsfest (2011) (översättning Yvonne Hjelm 2012)
13. Limpopos akademi för privatdetektiver (2013)  (översättning Yvonne Hjelm 2013)
14. Små skavanker på skönhetssalongen (2014)  (översättning Yvonne Hjelm 2014)
15. Den stilige mannens kafé deluxe (2015) (översättning Yvonne Hjelm 2015)
16. Kvinnan som gick i solskenet (2016) (översättning Yvonne Hjelm 2016)
17. Precious och Grace (2016) (översättning Yvonne Hjelm 2017)
18. De oväntade systrarnas hus (2017) (översättning Yvonne Hjelm 2018)